# Adolf Jan książę Pfalz-Zweibrücken
Adolf Jan Wittelsbach (ur. 11 października 1629 Söderköping, zm. 14 października 1689 w Stegeborgu) – książę Palatynatu-Zweibrücken-Kleeburg.
Syn księcia Jana Kazimierza Wittelsbacha, księcia Palatynatu-Zweibrücken-Kleeburg, i Katarzyny, córki króla Szwecji Karola IX (zatem po kądzieli był wnukiem króla Karola IX). Jego starszy brat Karol Gustaw Wittelsbach był królem Szwecji.
Ożenił się w 1649 roku z Elsą Beatą Persdotter Brahe (1629–1653), która urodziła mu syna Gustawa Adolfa (1653) zmarłego kilka miesięcy po narodzinach.
W 1654 był szwedzkim riksmarsk (dowódcą wojsk lądowych).
W 1661 roku ożenił się z Elsą Elżbietą Brahe. Z tego małżeństwa narodzili się:
- Katarzyna (1661-1720) – żona hrabiego Krzysztofa Gyllenstierna
- Maria Elżbieta (1663–1748) – żona Christiana Gottlob von Gersdorff auf Oppach
- Karol Jan (1664)
- Jan Kazimierz (1665-1666)
- Adolf Jan (1666-1701)
- Gustaw Kazimierz (1667–1669)
- Krystyna Magdalena (1669–1670)
- Gustaw Samuel (1670–1731) – hrabia palatyn i książę Palatynatu-Zweibrücken